# Округ Сан Хуан (Јута)
Сан Хуан (енгл. San Juan County) је округ у америчкој савезној држави Јута. По попису из 2010. године број становника је 14.746.

## Демографија
Према попису становништва из 2010. у округу је живело 14.746 становника, што је 333 (2,3%) становника више него 2000. године.
| Група             | 2000.         | 2010.         |
| Белци             | 5.710 (39,6%) | 6.474 (43,9%) |
| Афроамериканци    | 18 (0,1%)     | 25 (0,2%)     |
| Азијати           | 25 (0,2%)     | 37 (0,3%)     |
| Хиспаноамериканци | 540 (3,7%)    | 649 (4,4%)    |
| Укупно            | 14.413        | 14.746        |